# Boury-en-Vexin
Boury-en-Vexin ist eine französische Gemeinde mit 343 Einwohnern (Stand 1. Januar 2022) im Département Oise in der Region Hauts-de-France. Sie gehört zum Arrondissement Beauvais, zum Gemeindeverband Vexin Thelle und zum Kanton Chaumont-en-Vexin.

## Geographie
Die an die Départements Eure und Val-d’Oise grenzende Gemeinde Boury-en-Vexin liegt im Vexin, rund sechs Kilometer südsüdwestlich von Gisors; sie grenzt im Westen an den Fluss Epte. Am nordöstlichen Gemeinderand liegt der Freizeitpark Parc de loisirs Hérouval. Auf der ehemaligen Bahnstrecke, die dem Tal der Epte folgt, verläuft ein Radweg.

## Einwohner
| Jahr                       | 1962 | 1968 | 1975 | 1982 | 1990 | 1999 | 2006 | 2012 | 2021 |
| -------------------------- | ---- | ---- | ---- | ---- | ---- | ---- | ---- | ---- | ---- |
| Einwohner                  | 321  | 282  | 280  | 289  | 331  | 306  | 338  | 340  | 343  |
| Quellen: Cassini und INSEE |      |      |      |      |      |      |      |      |      |

## Sehenswürdigkeiten
- Kirche Saint-Germain, seit 2000 als Monument historique eingetragen[1][2]
- Das seit 1931 als Monument historique klassifizierte, von Jules Hardouin-Mansart entworfene, von 1685 bis 1689 errichtete Schloss mit Nebengebäuden[3]
- Menhir und Allée couverte de la Bellée

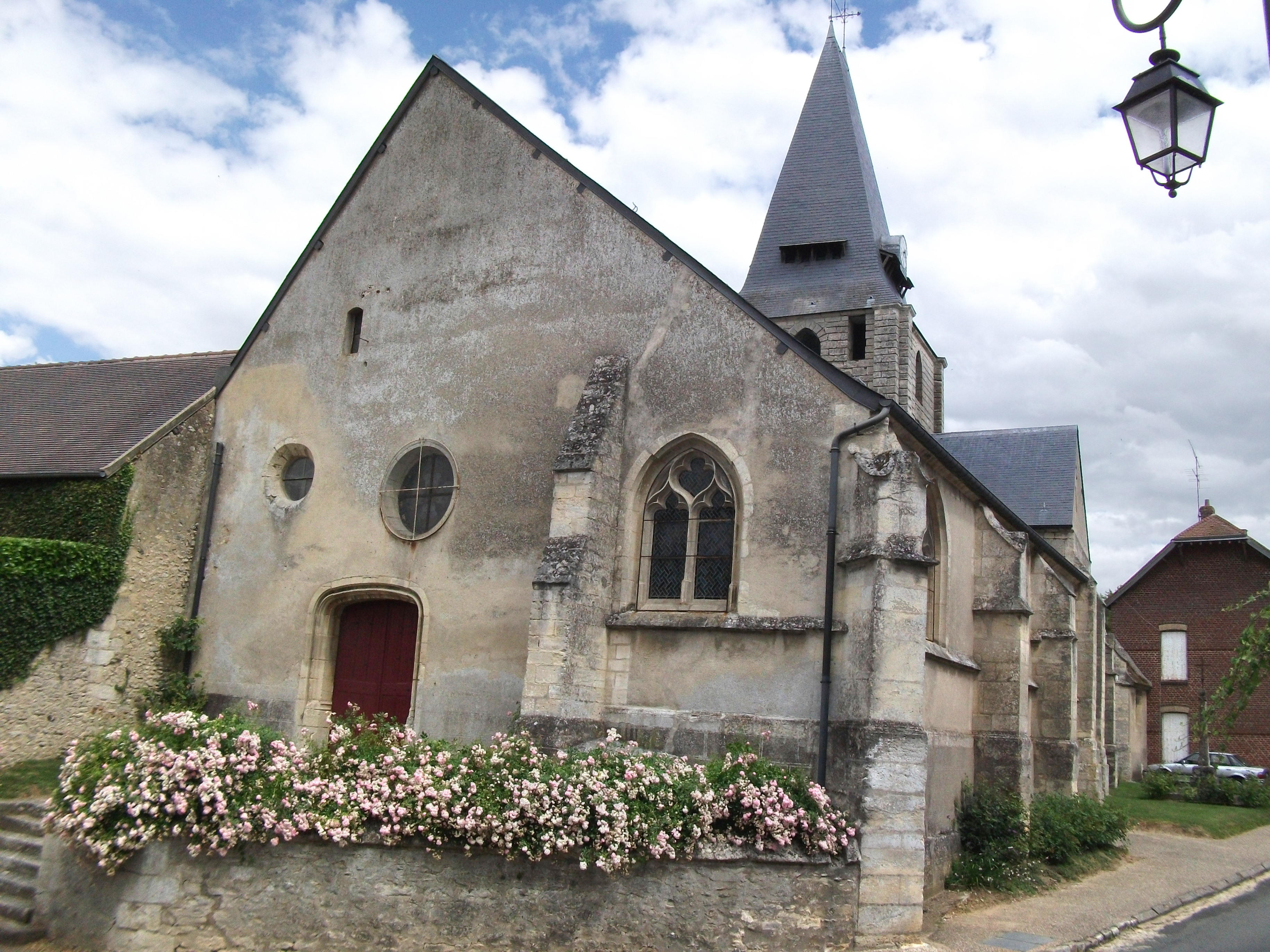
Kirche Saint-Germain
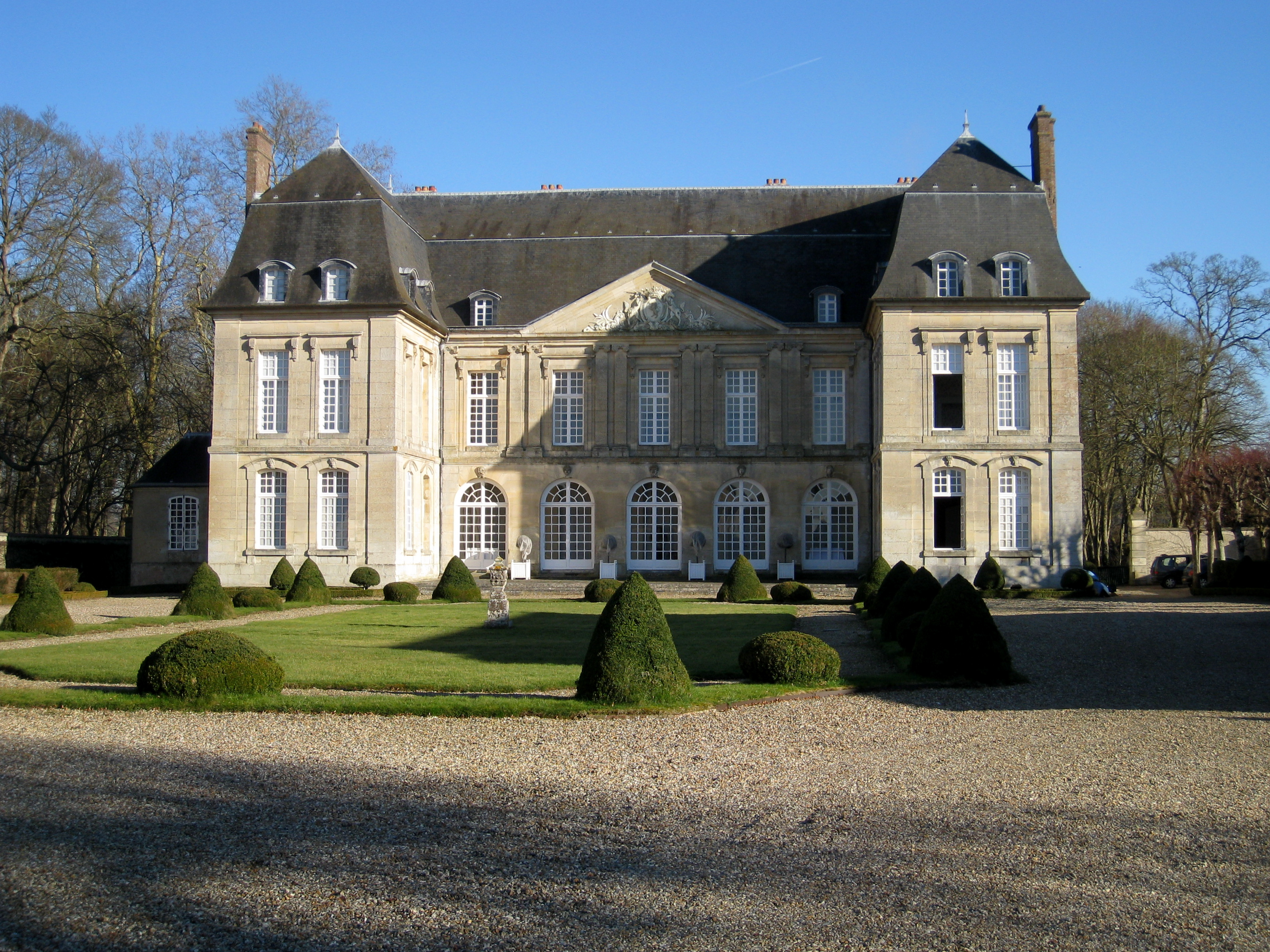
Schloss
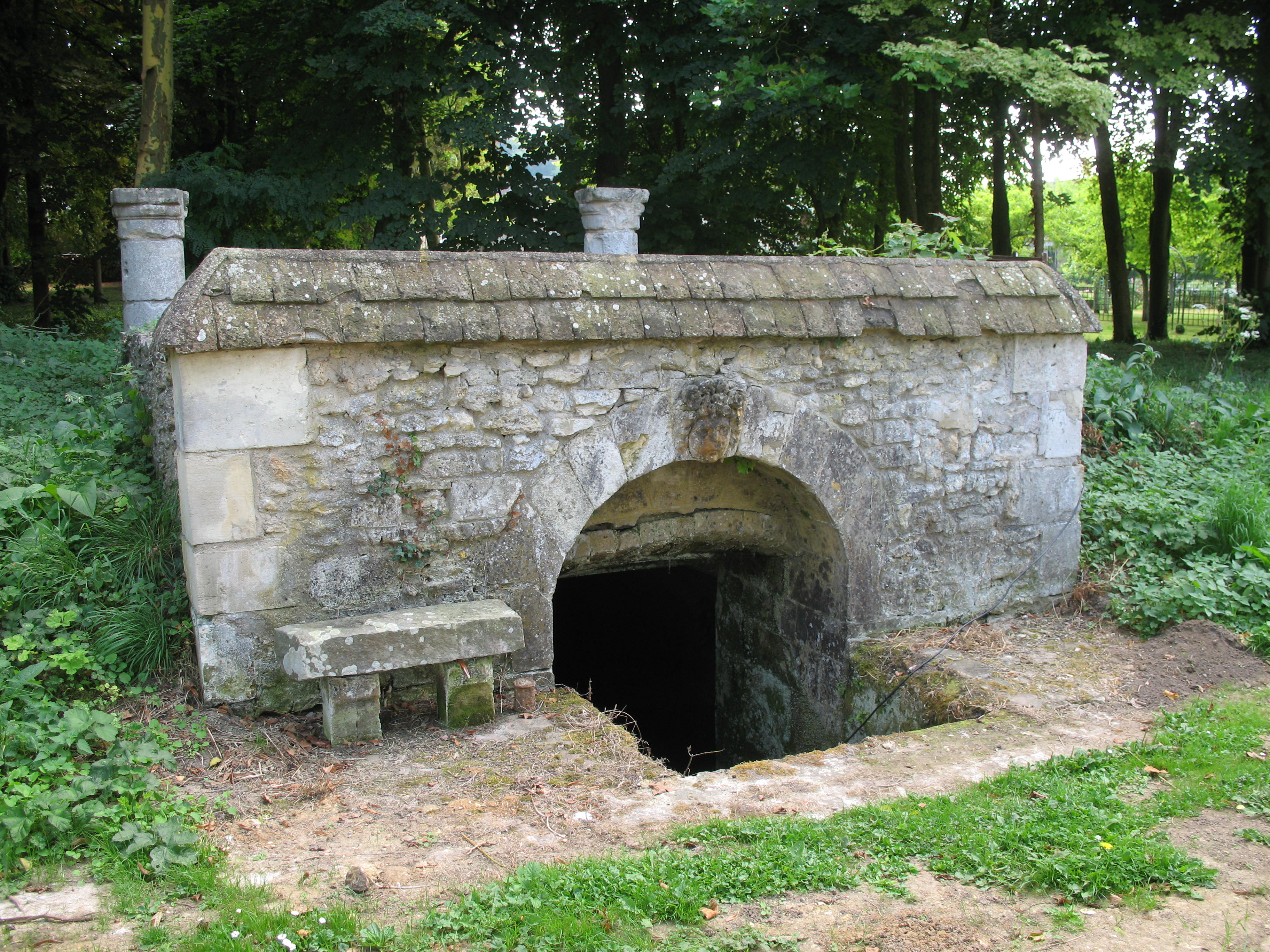
Eiskeller des Schlosses
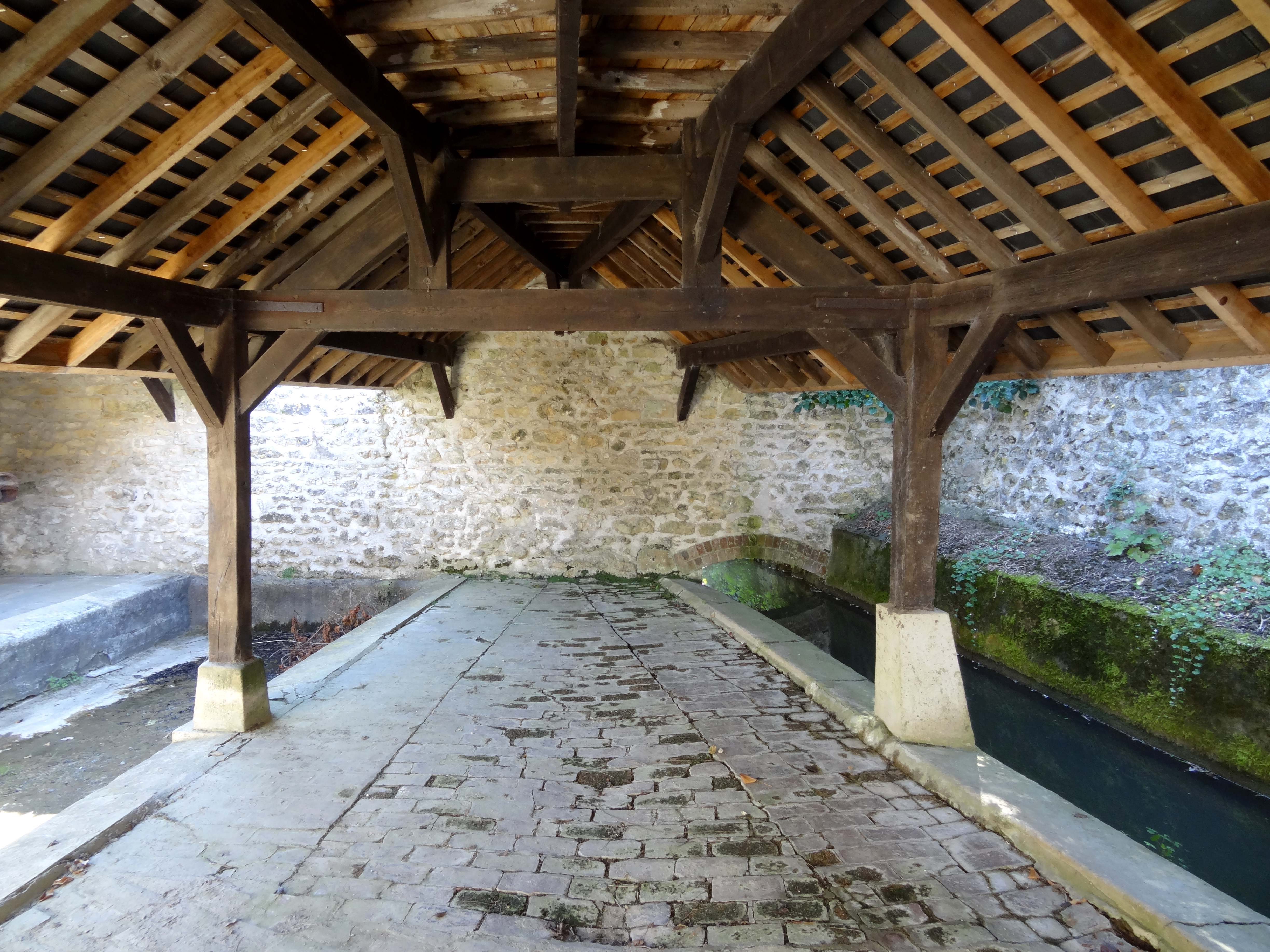
Lavoir

## Persönlichkeiten
- Loulou de la Falaise (1948–2011), Model und Modedesignerin, in Boury-en-Vexin verstorben